# Ломовшек, Домине
Домине Ломовшек (словен. Domine Lomovšek; род. 13 сентября 1954, Любляна) — югославский и словенский хоккейный вратарь. Брат хоккеиста Блажа Ломовшека.

## Биография
Многолетний страж ворот клуба «Олимпия» из Любляны. На протяжении своей карьеры также выступал за «Партизан» из Белграда и загребский «Медвешчак». В составе сборной СФРЮ выступал на нескольких чемпионатах мира, а также играл на Олимпиаде 1984 года в Сараево (однако на Играх ни разу не выходил на лёд). За сборную Словении играл в дивизионе C чемпионата мира. Карьеру завершал в «Олимпии Герц» в сезоне 1994/1995. С 2007 года включён в Словенский хоккейный зал славы.